# Velký Karlov
Velký Karlov là một làng thuộc huyện Znojmo, vùng Jihomoravský, Cộng hòa Séc.